# Desarrollo de la televisión
El desarrollo de la televisión estaba muy ligado a las estructuras establecidas, sociedades y disposiciones comerciales de la radio. Pero también existían unos vínculos complejos entre la introducción del nuevo medio y el progreso de la industria del cine a partir de los años treinta. 
Una de las primeras emisiones públicas de televisión en los Estados Unidos fue recibida en una sala de cine de Nueva York, el mayo de 1930. Dos años más tarde, en Gran Bretaña, el pionero John Logie Baird consiguió realizar uno de sus golpes publicitarios más notables con la transmisión en directo de la carrera de caballos del Derby, en el cine Metropol de Victoria.
El año 1938, la industria del cine de Hollywood estaba tan interesada en la televisión que estableció un poderoso comité para estudiar el asunto. En Chicago, en 1940, la Paramount estableció la primera emisora de televisión propia de una compañía cinematográfica. Al final de la Segunda Guerra Mundial otras sociedades cinematográficas siguieron el ejemplo marcado por la Paramount, buscando nuevos permisos para la retransmisión televisiva. En menos de una década la televisión se ha convertido en un medio exclusivamente doméstico y desde entonces, el cine ha estado combatiendo contra este formidable rival.

## La radio y la radio "visual"

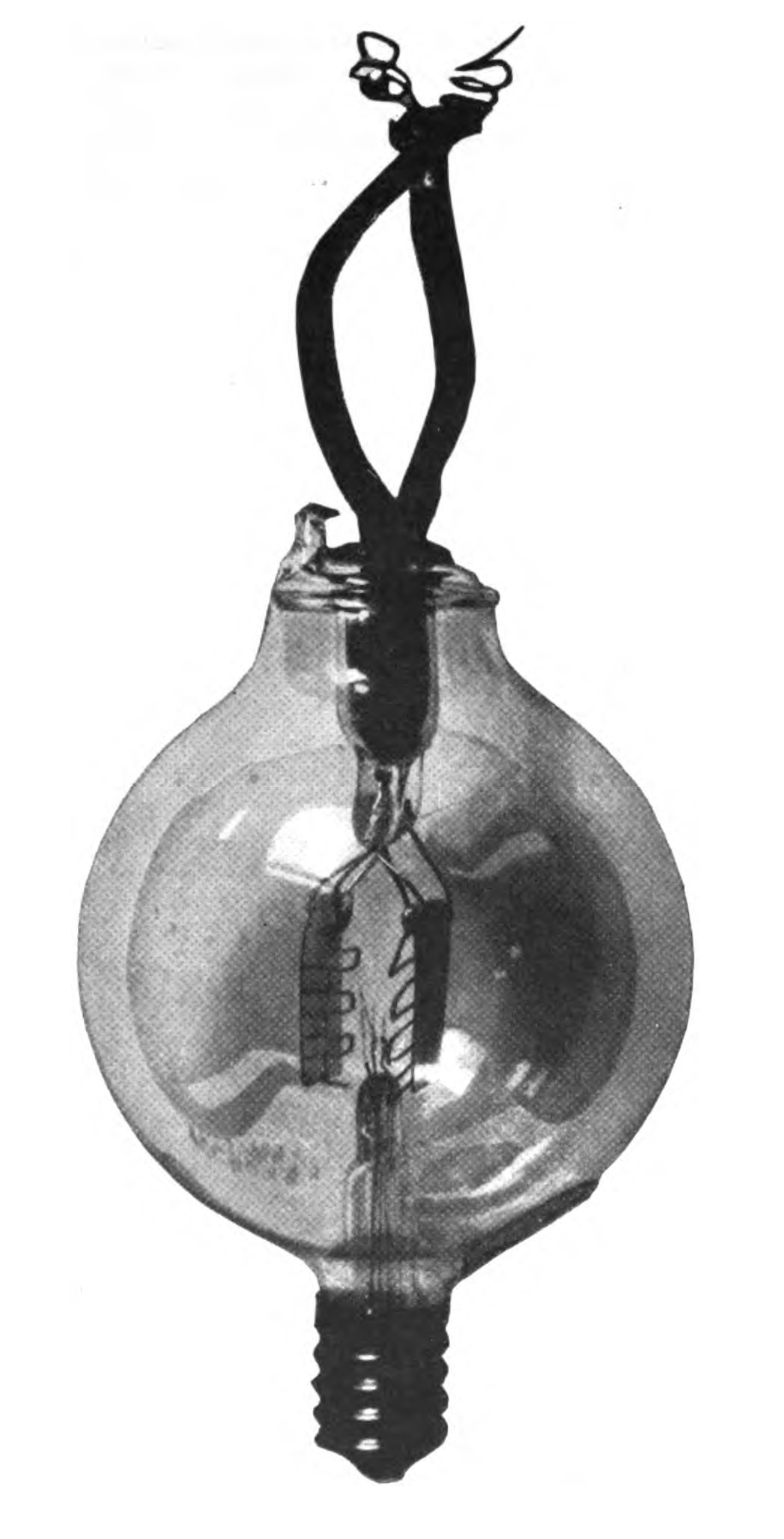
Tubo de Audion de Lee De Forest

La historia de la televisión empieza con una multitud de diferentes inventores y después se integra rápidamente dentro de unas estructuras industriales, legales, económicas y políticas. El primer personaje clave fue Guglielmo Marconi, el inventor de un receptor y de un transmisor de radio que emitía mensajes en código Morse. Dos inventores que trabajaban en los Estados Unidos consiguieron realizar unos importantes descubrimientos. Reginal Fessender consiguió hacer las primeras transmisiones de voces y Lee De Monte dio un paso más allá con el tubo "Audion", una lámpara de cristal capaz de captar ondas de radio. Hasta el final de la década siguiente, la radio solo servía como medio de comunicación de un punto a otro, y la retransmisión como tal solo interesaba a unos cuántos, como De Monte, que retransmitía canciones y discursos a cualquier persona de Nueva York que pudiera estar escuchándolo. Ahora bien, la Primera Guerra Mundial, tuvo un impacto dramático sobre la actividad de la radio. En Gran Bretaña la prohibieron inmediatamente para los aficionados y en los Estados Unidos se tomó una resolución parecida. Por otro lado, las necesidades militares incrementaron en gran mide las demandas y, de este modo, se estimularon los adelantos técnicos consolidándose así, dos compañías americanas: la General Electric, fundada en un principio por Edison y la Westinghouse. Las dos se dedicaban a la fabricación de bombillas, que se transformaron en tubos de vacío de vidrio para la radio. Estas compañías se convertirían en elementos importantes dentro del desarrollo de la posguerra. La investigación de la radio visual se remonta en enero del año 1884, cuando Paul Nipkow tramitó una patente en Berlín por un telescopio eléctrico. Una década antes, se había descubierto que el selenio, al quedar expuesto a la luz y según la cantidad de luz recibida, era capaz de variar la corriente eléctrica que pasaba por él. El disco de Nipkow podía convertir la luz reflejada desde las minúsculas zonas consecutivas de una imagen y transformarla en una corriente eléctrica modulada. Posteriormente, la imagen podía ser reconstruida invirtiendo el proceso y haciendo pasar la luz generada a través de un segundo disco que giraba exactamente a la misma velocidad que el primero.
La exploración mecánica, el sistema de Nipkow mencionado anteriormente, fue la base de muchos de los primeros sistemas de televisión, como la que desarrolló Baird, pero no fue el modelo que finalmente se adoptaría en todo el mundo. El sistema alternativo dependía de un haz de luz electrónico de electrones o tubo de rayos catódicos inventado por Karl Braun en 1987. La exploración mecánica parecía ser el camino más sencillo y fructífero a seguir, especialmente después de que en la Primera Guerra Mundial los problemas de la sensibilidad del selenio se vieran superados gracias al potasio.  Aun así, los discos giratorios tenían limitaciones en tanto a la claridad de la imagen, de forma que el problema de mantener una sincronización perfecta persistía.

### La corporación de radio americana
Mientras el mundo se readaptaba a una paz relativa después de la Primera Guerra Mundial, se fueron estableciendo las estructuras sobre las cuales se asentaron los posteriores desarrollos de la televisión.
En los Estados Unidos la Marina planteó que se le tenía que conceder un monopolio sobre el uso de la radio, hecho por el cual los radioaficionados se negaron rotundamente. Por tanto, la Marina tuvo que aceptar un monopolio privado: la Corporación de Radio Americana (RCA), constituida el octubre de 1919. Esta nueva corporación compró la American Marconi, y en 1921 ya tenía a tres socios mes: Westinghouse, AT&T y la United Fruit. En un principio, la Westinghouse no fue invitada a unirse a la RCA, pero esta, inspirada por las actividades de un trabajador radioaficionado, puso en marcha un programa regular la noche de las elecciones presidenciales. Esta iniciativa tuvo tanto de éxito que el RCA incluyó dentro de la alianza a Westinghouse y, con la producción masiva de receptores, se abrió el camino a la explosión de la radiodifusión. 
El AT&T contribuyó al siguiente desarrollo clave cuando, en 1922, iniciaron las emisiones patrocinadas. Estas, ofrecían la oportunidad de enviar a la audiencia norteamericana, mediante el pago de una cierta cantidad de dinero, un mensaje, una canción o una pequeña escena dramática. Los ingresos por publicidad crecieron rápidamente y la AT&T encontró apoyo gubernamental por su servicio, que se consideraba más democrático que los de los otros centros de emisión.
Las discusiones entre los socios del RCA eran cada vez más evidentes, puesto que se amenazaba una legislación antimonopolista. Durante el año 1925, las compañías examinaron su posición con tal de establecer una nueva organización central de radiodifusión (The National Broadcasting Company). El rápido crecimiento de la construcción de viviendas durante los años veinte contribuyó significativamente a un mercado en expansión, y los fabricantes de radio trabajaron para crear una imagen idealizada del hogar moderno, donde las campañas de promoción, situaban a la radio en un entorno doméstico.

### La radio en Gran Bretaña
Después de la guerra, en Gran Bretaña, la Administración de Correos empezó nuevamente a adjudicar permisos a los aficionados y, en 1920, la compañía Marconi empezó a emitir mensajes en código morse desde Chelmsford. Dos años después, Marconi ya emitía desde Londres y las emisiones se podían recibir desde muchas partes del país, con más de 50.000 oyentes. Aquel mismo año, la Administración de Correos consultó a las industrias de radio como se podía supervisar este medio que estaba en pleno auge. Finalmente, un comité de fabricantes decidió crear un monopolio privado para ofrecer un único servicio: la British Broadcasting Company.
La nueva compañía nombró director a John Reith, que creía apasionadamente en el potencial educativo de la radiodifusión y, en 1925, tanto él como la Administración de Correos, acordaron que la radiodifusión sería un servicio público con un alto grado de independencia hacia los intereses comerciales y del gobierno. La comisión, que estaba en desacuerdo con el sistema, un tanto anárquico, que había en los Estados Unidos, recomendó que la radiodifusión tendría que seguir siendo controlada por una autoridad única que no se constituyera sobre unos criterios comerciales que beneficiaran a sus integrantes.
El año 1926, la BBC, durante una huelga general, optó para mantener una independencia relativa respecto a la postura del gobierno y los boletines de televisión de la cadena fueron casi la única fuente de información a todo el país. Este acontecimiento marcó, en muchos sentidos, la llegada de la mayoría de edad de este medio.

### Las primeras emisiones de Baird

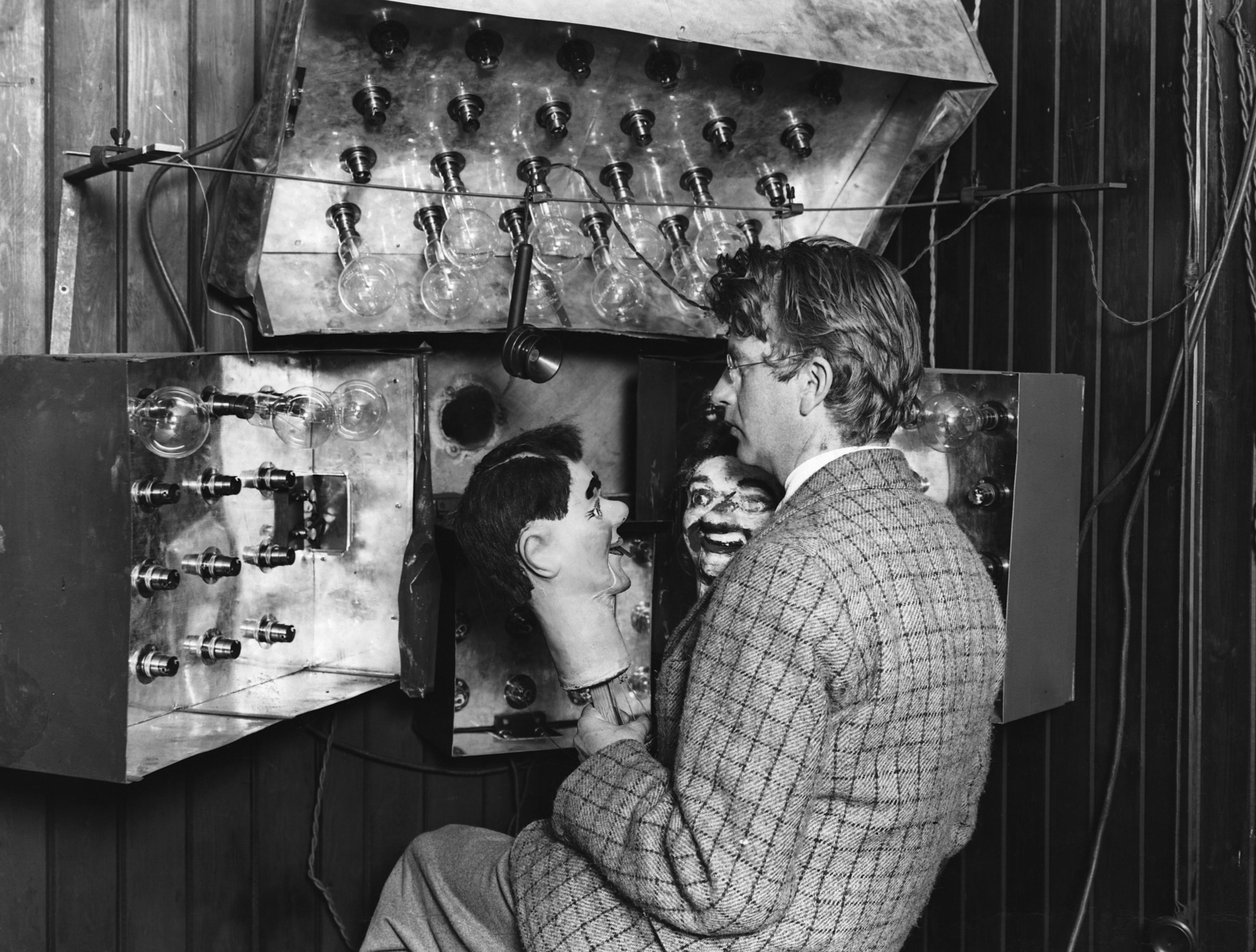
Baird en su estudio retransmitiendo "James and Stooky Bill"

Durante los primeros años 20, tanto los particulares como las corporaciones, habían seguido abordando los problemas de la radio visual. Vladimir Zworykin, discípulo de Boris Rozing y actual trabajador de Westinghouse, se esforzó a mejorar los métodos de transmisión electrónica. Pero los esfuerzos de la mayoría de los otros investigadores, se centraban en los dispositivos de exploración mecánica. Baird empezó su trabajo con la televisión en 1922 y, después de unas demostraciones a su laboratorio de unas transmisiones de tenta líneas, obtuvo una patente por su sistema. El año siguiente le concedieron un permiso para hacer emisiones experimentales desde sus oficinas centrales de Londres y la primera, se recibió en una casa situada a diez kilómetros de distancia.
Al poco de estas primeras transmisiones, atrajo la atención del ministerio de Marina. Baird, propuso esconder al público los detalles de los nuevos adelantos, pero los expertos en temas militares eran conscientes de los intereses comerciales que podrían potenciar la investigación. Baird y la BBC llegaron a un acuerdo y, en 1928 consiguió realizar una retransmisión transatlántica. Aun así, le decepcionó la postura tan poco cooperativa de la BBC, que se mostraba escéptica sobre la calidad de su sistema y se negaba a plantearse la emisión.
A finales del año 1928 se adjudicaron 18 permisos para emisoras experimentales. Finalmente, el 30 de septiembre de 1929, Baird empezó las retransmisiones con la BBC para 29 receptores aproximadamente. El mes de marzo pudo utilizar por primera vez dos transmisores para emitir sincronizadamente el sonido y la visión. Baird también televisó la final del Derby en 1931. Un técnico de Baird llamado Tony Bridgewater, recuerda:
```
<<"Todo lo que podíamos o creíamos ver eran caballos que pasaban como rayos por el palo de llegada. No se podía distinguir un caballo de otro, ni tampoco un 
jockey
 de otro, pero al menos se podía ver que eran caballos.">>
```

Por lo tanto, a pesar de estos acontecimientos y otros que vendrían más adelante, la calidad de la imagen seguía siendo pobre y en marzo de 1934, la BBC anuló el permiso experimental del que disponía Baird.

## Los primeros sistemas electrónicos
En esta época los sistemas electrónicos empezaban a hacerse valer. El forofo Philo Farnsworth patentó con éxito una cámara electrónica en 1927. Zworykin consiguió resultados similares por el RCA con su cámara Iconoscope. Otro de los alumnos de Rozing, Isadore Schoenburg, dirigió el equipo de investigación de la EMI, que decidió trabajar en un sistema electrónico que se basaba en el Emitron, una nueva cámara. Pero las opiniones autorizadas sostienen que la Emitron era en esencia, un Iconoscope -bastante mejorado- con otro nombre.
En Alemania, las emisiones regulares de televisión empezaron en marzo de 1935 y fue el primer servicio regular del mundo. Las primeras retransmisiones eran de imágenes en 180 líneas, producidas con cámaras mecánicas y solo se realizaban para salas de visión públicas de Berlín.
No se tiene que pensar que la investigación pionera se realizó tan solo exclusivamente en los Estados Unidos y en Europa occidental. El científico húngaro Von Mihaly presentó un sistema mecánico en 1928. En el Japón, Kenjiro Tahayanagi consiguió transmitir desde su laboratorio el año anterior. En Rusia, Rozing y sus compañeros experimentaban con el trabajo realizado anteriormente a la guerra. Semyon Katayev construyó una cámara electrónica parecida a la Iconoscope en 1931.

## Los años posteriores a la Segunda Guerra Mundial
Durante los años posteriores a la Segunda Guerra Mundial, la televisión empezó a imponerse como el medio dominante tanto de entretenimiento como de información. En los Estados Unidos es desarrolló un vigoroso sistema comercial que era controlado por tres cadenas. En los años cincuenta, la programación nocturna de estas cadenas, que eran las horas de mayor audiencia, estaba formada por una gran variedad de programas (espectáculos de variedades, documentales, dramas teatrales, etc.) La mayor parte de la producción era en directo y se distribuía en los canales afiliados de cada cadena desde Nueva York. Las agencias de publicidad, también producían gran parte de la programación. En los años 60, no obstante, la hora de mayor audiencia la ocupaban series de episodios realizadas por Hollywood y, las cadenas habían hecho valer sus derechos para asegurarse de que ni las agencias de publicidad ni los canales afiliados pudieran ejercer ningún control significativo.
En Gran Bretaña se rompió el monopolio de la BBC y su ética como servicio público de emisión fue complementada por un sistema financiado a través de anuncios publicitarios a partir del 1955. La BBC respondió con cambios de organización y programación que a principios de los años cincuenta, consiguieron una igualdad de audiencias. Durante los años cincuenta se establecieron en todas partes nuevos servicios de televisión, tanto públicas como privadas y también variantes de estos modelos de emisoras. El año 1958 ya había 26 países con emisoras de televisión.

### Estados Unidos durante la posguerra
En los Estados Unidos se habían realizado emisiones regulares de televisión hasta el año 1941. El centro de la industria se ubicaba en Nueva York, donde tanto la NBC como la CBS habían obtenido licencias privadas para sus emisoras. La Federal Communications Comission (FCC) determinó que las señales de televisión tendrían que ser emitidos a través de VHF, una sección relativamente estrecha de la banda de ondas. Esta decisión limitaba su expansión futura y conducía al dominio de la industria por las tres cadenas principales. Este sistema de cadenas empezó de un modo incipiente cuando la NBC de Nueva York empezó a suministrar programas a través de los cables co-axiales AT&T. La guerra por otra parte, redujo las transmisiones, a pesar de que el trabajo experimental siguió y se otorgaron algunas licencias.<ref>WILK, Max. 